# Eris militaris
Eris militaris is een spinnensoort in de taxonomische indeling van de springspinnen (Salticidae).
Het dier behoort tot het geslacht Eris. De wetenschappelijke naam van de soort werd voor het eerst geldig gepubliceerd in 1845 door Nicholas Marcellus Hentz.